# Průmysl v Moravskoslezském kraji
Moravskoslezský kraj patří mezi nejprůmyslovější kraje České republiky. Tradiční a nejrozšířenější je těžký průmysl (především těžké strojírenství, hutnictví a těžba černého uhlí - Ostravsko-karvinská uhelná pánev). Postupně je především těžba černého uhlí omezována kvůli silnému znečisťování prostředí, které patří kvůli těžkému průmyslu mezi nejznečištěnější v České republice. Kvůli zavírání dolů má Moravskoslezský kraj velkou nezaměstnanost, a i proto zde vzniká řada velkých nových průmyslových zón (lehká výroba) a logistických center. V Nošovicích se také nachází výrobní závod automobilů Hyundai, který patří k největším zaměstnavatelům v kraji.

## Průmyslové obory

### Hutnictví
Hutnictví je jeden z nejrozšířenějších průmyslových oborů v Moravskoslezském kraji. Nacházejí se zde obě hutní firmy v České republice s úplným hutním cyklem - Třinecké železárny a Liberty Ostrava působící v areálu Nová huť v Ostravě. Mezi hutní firmu s neúplným hutní cyklem patří např. Vítkovice Steel. Významným zpracovatelem oceli je firma ŽDB Drátovna v Bohumíně.

### Strojírenství
V kraji je rozšířeno především těžké strojírenství (např. Škoda Vagonka v Ostravě) a významná je i výroba automobilů. V Nošovicích má továrnu významný výrobce aut Hyundai. V Kopřivnici se nachází český výrobce nákladních aut Tatra. V Kopřivnici se také nachází významný výrobce automobilových dílů Brose CZ.

### Těžební průmysl
Těží se zde především ve velkém černé uhlí. Dříve se zde nacházelo několik dolů, které byly ale pro neekonomickou těžbu a znečišťování životního prostředí zavřeny. Dnes (2021) se zde nachází ale jenom dva velké černouhelné doly, které provozuje firma OKD. I tak ale pořád patří těžba černého uhlí mezi nejvýznamnější průmyslová odvětví v Moravskoslezském kraji a zajišťuje spoustu pracovních míst.

### Potravinářství
V Moravskoslezském kraji se nachází taky několik potravinářských firem i přesto, že kraj má málo zemědělské půdy (nejvíce je jí na Opavsku). V Opavě má sídlo a jednu z výroben tradiční výrobce sušenek Opavia. Mezi další tradiční firmu patří výrobce limonád Kofola, která sídlí a vyrábí limonády v Krnově. Mezi další výrobce nápojů patří několik pivovarů – např. Pivovar Ostravar v Ostravě nebo Radegast v Nošovicích. V Ostravě-Martinově se nachází jedna z největších mlékáren v České republice Mlékárna Kunín.

## Nezaměstnanost
Moravskoslezský kraj patří mezi kraje s největší nezaměstnaností, především díky omezování těžkého průmyslu a zavírání dolů. K 31. 1. 2023 dosáhl podíl nezaměstnaných osob v Moravskoslezském kraji hodnoty 5,23 %. Moravskoslezský kraj se zařadil na 2. místo hned za Ústeckým krajem (5,76 %).

## Průmyslové zóny a logistická centra
- Průmyslová zóna Hrabová (Ostrava)
- Průmyslová zóna Mošnov (Ostrava)

## Brownfieldy
Díky bohaté průmyslové minulosti patří Moravskoslezský kraj mezi kraje s největším počtem brownfieldů.